# Narrenbaum

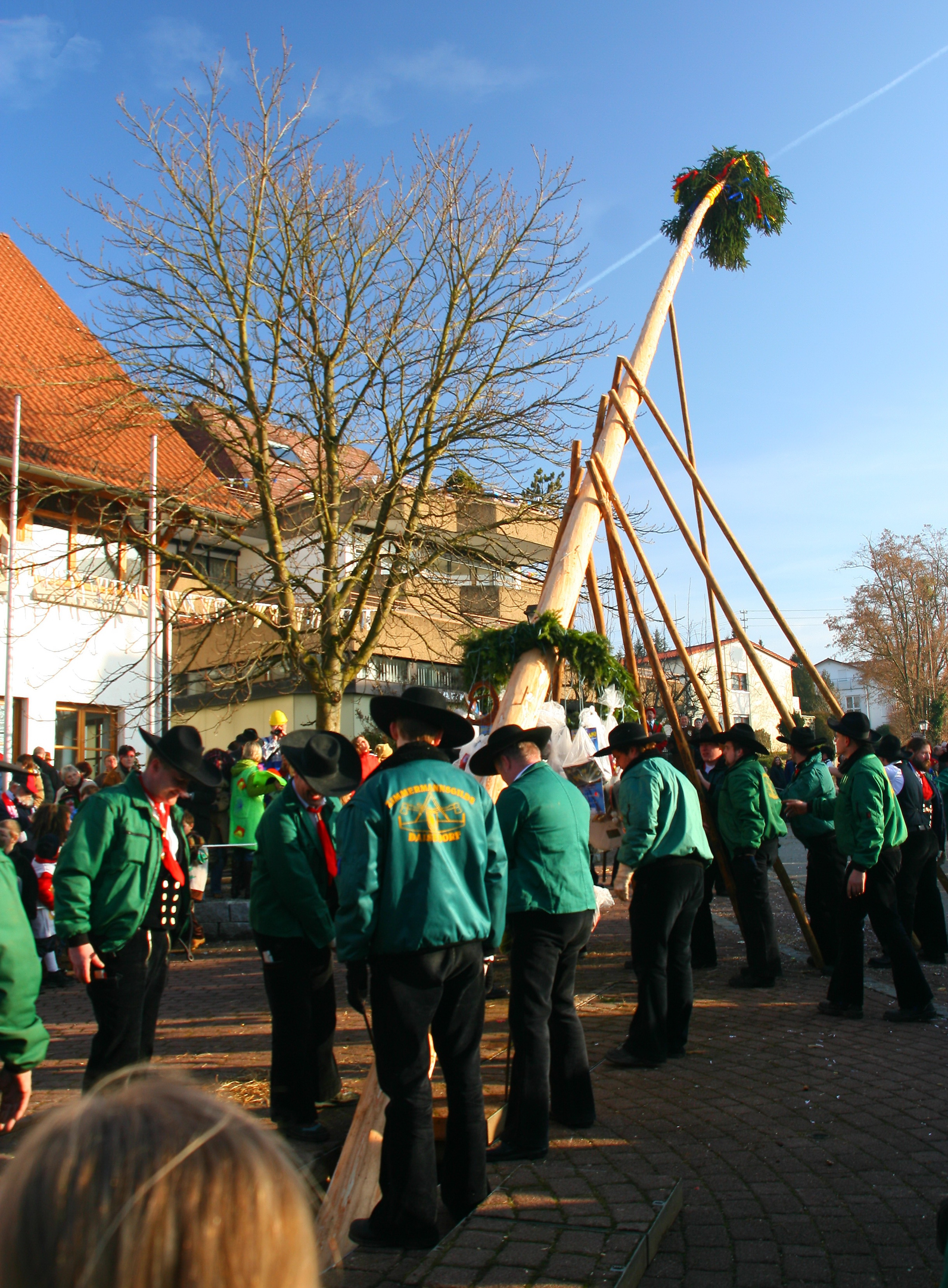
Aufstellen eines Narrenbaums durch die Zimmermannsgilde

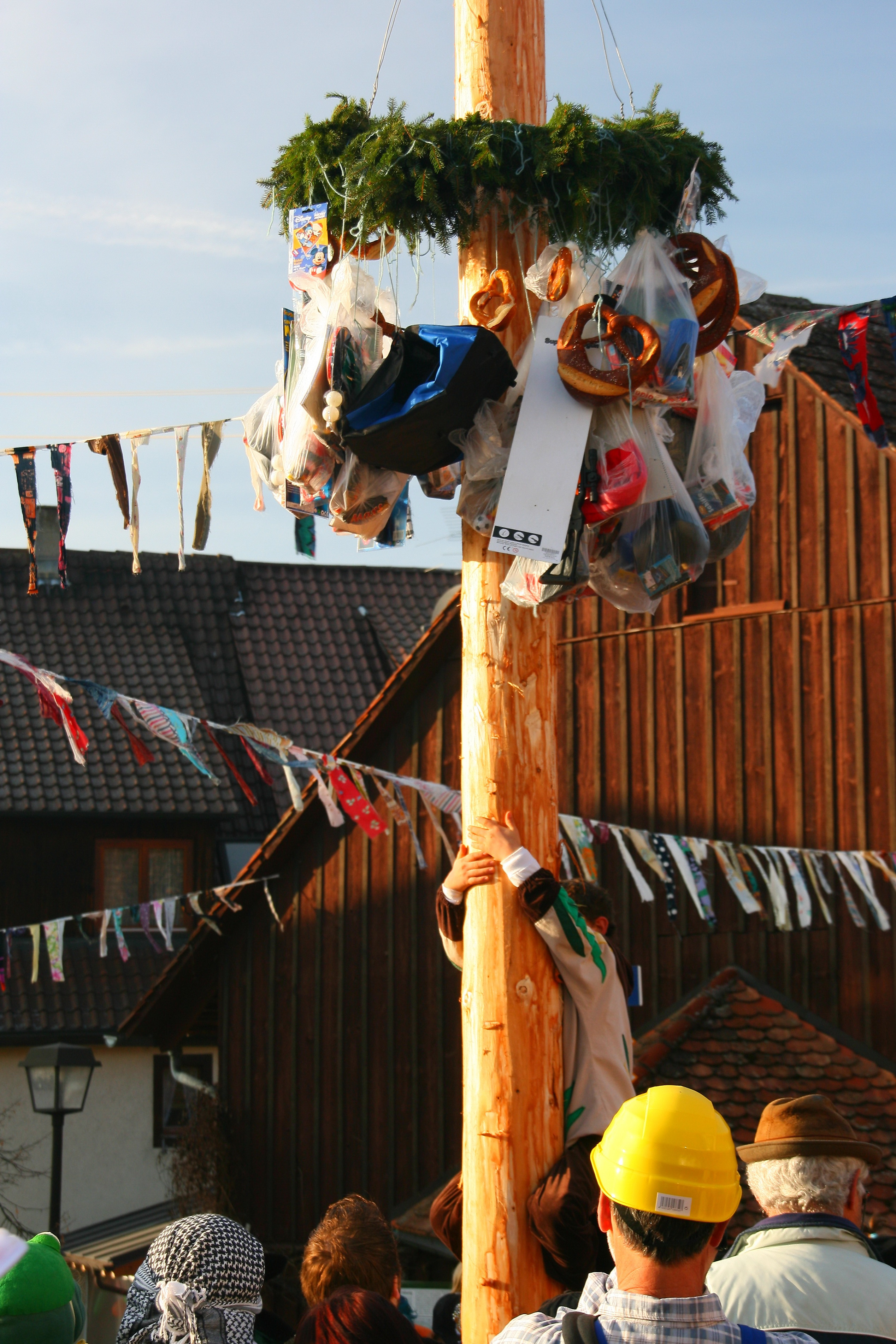
Klettern am Narrenbaum

Ein Narrenbaum ist ein hoher Nadelbaum, der besonders in der schwäbisch-alemannischen Fasnet als Herrschaftssymbol der Narren an einem zentralen Platz des Ortes aufgestellt wird. Die Äste des oft etwa 30 m hohen Baums sind bis auf die Krone abgesägt, die Rinde ist geschält. Die Krone ist meistens mit bunten Bändern geschmückt. Manchmal ist auch ein Kranz am Baum angebracht, von dem sich Kinder Geschenke holen können, indem sie den Stamm hochklettern.

## Terminliches
Der Narrenbaum wird in den meisten Orten am Schmotzigen Donnerstag aufgestellt. In der Nacht von Fasnetsdienstag auf Aschermittwoch oder in der darauffolgenden Woche wird er entfernt. Dies wird je nach Brauch anders gestaltet. So wird in manchen Orten das Holz für einen guten Zweck versteigert. In Stockach steht der Narrenbaum nach alter Tradition bis zum 4. Fastensonntag Laetare und wird morgens um 5 Uhr gefällt.

## Aufstellen

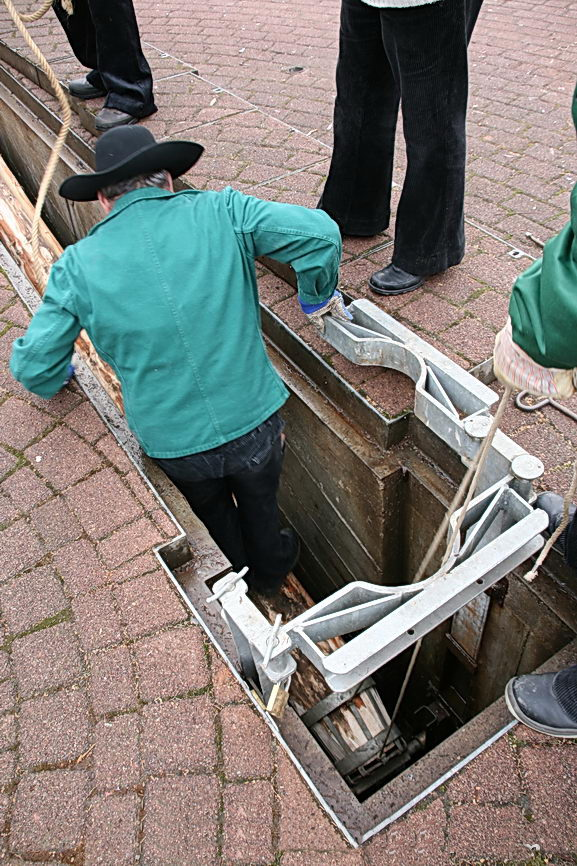
Halterung für einen Narrenbaum

Viele Fasnetshochburgen stellen den Narrenbaum nach alter Tradition von Hand auf. Für das Aufstellen des Narrenbaumes sind teilweise die Zimmermannsgilden der jeweiligen Städte zuständig. Oft gehört eine Zimmermannsgruppe auch zu den Gruppen der örtlichen Narrenzunft.

## Geschichte

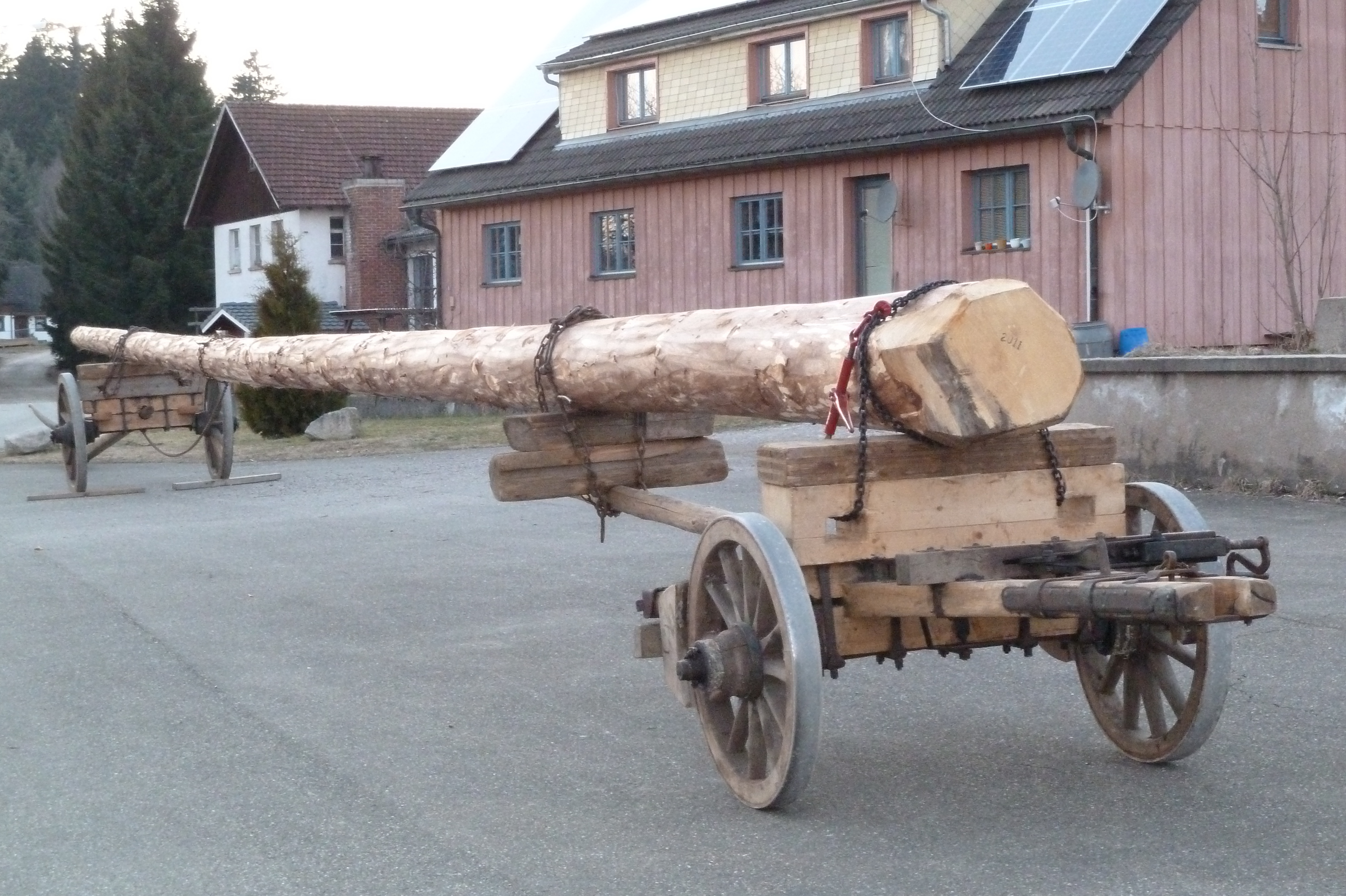
Narrenbaum am Tag vor dem Aufstellen auf einem Fuhrwerk mit Nachläufer

Was die Geschichte anbelangt, streiten sich Narren wie Gelehrte und es gibt unterschiedliche Theorien:
- Vorläufer des Narrenbaumes wurden im 15. Jahrhundert von Metzgern beim Fastnachtstanz benutzt.
- Der Narrenbaum als Stammbaum aller Narren wurde im 15. Jahrhundert als Nachfolger des Blockziehens bei Umzügen geboren.
- Im späten Mittelalter wurde der Narrenbaum möglicherweise als eine Abwandlung des biblischen Baumes der Erkenntnis von Gut und Böse im Paradies aufgestellt.
- Der Narrenbaum könnte sich aus dem Brauch des Maibaumes entwickelt haben und symbolisiert die Stärke und Macht des närrischen Volkes.